# Reginald Engelbach
Reginald (Rex) Engelbach (* 9. Juli 1888 in Moretonhampstead, Devon; † 26. Februar 1946 in Kairo) war ein britischer Ägyptologe.

## Leben
Er studierte zunächst am City and Guilds Institute in London, nach einer längeren Krankheit und einem Erholungsaufenthalt in Ägypten 1909/10 wandte er sich der Ägyptologie zu und studierte Ägyptisch, Koptisch und Arabisch am University College in London. 1911 ging er als Assistent von Flinders Petrie nach Ägypten und grub in Heliopolis, Shrafa, Kafr Ammar, dem Friedhof von Riqqeh und Harageh. In den Jahren 1913 bis 1914 hat er zusammen mit Battiscombe Gunn verschiedene altägyptische Friedhöfe mit mehr als 600 Gräbern in Harageh am Eingang zum Fayyum-Becken ausgegraben. Eine Veröffentlichung der Hauptfunde erfolgte in der Publikation „Harageh“ (London 1923).
1920 wurde er im ägyptischen Antikendienst Chief Inspector for Upper Egypt, 1920 Assistant Keeper am Ägyptischen Museum in Kairo und 1931 dort Chief Keeper. 1941 trat er in den Ruhestand.

## Veröffentlichungen
- mit Margaret Alice Murray, H. Flinders Petrie, W. M. Flinders Petrie: Riqqeh and Memphis VI (= British School of Archaeology in Egypt. Egyptian Research Account. Nineteenth Year, 1913), London 1915 (Digitalisat).
- Harageh (= Egyptian Research Account. British School of Archaeology. Band 28). London 1923 (Digitalisat).
- The problem of the obelisks. George H. Doran, New York 1923 (Digitalisat).
- mit Guy Brunton: Gurob (= British School of Archaeology in Egypt/ Egyptian Research account. Band 41). Quaritch, London 1927 (Digitalisat).
- mit Somers Clarke: Ancient Egyptian Masonery: The Building Craft. Oxford University Press, Oxford 1930; The Book Tree,  Escondido (CA) 1999, ISBN 1-58509-059-X.
  - Nachdruck: Ancient Egyptian Construction and Architecture. Dover Publications, New York 1990, ISBN 0-486-26485-8.